# شارل دوق أورليانز
شارل الأول دوق أورليان وڤالوا (بالفرنسية:  Charles Ier Duc d'Orléans et de Valois)‏ (24 نوفمبر 1394 - 5 يناير 1465) دوق أورليان من عام 1407، عقب اغتيال والده لويس، دوق أورليان، ودوق فالوا وكونت بومون سور واز وبلوا ولورد كوسي، ووريث أستي في إيطاليا عن طريق والدته فالنتينا فيسكونتي ابنة جان غالياتسو فيسكونتي دوق ميلانو. اشتهر بإنتاجه الشعري الذي تجاوز أكثر من خمسمائة قصيدة، كتب معظمها خلال الأربعة وعشرين عامًا التي قضاها كأسير حرب في إنجلترا.

## السيرة الذاتية
شارل هو الابن البكر لـ لويس الأول، دوق أورليان وفالنتينا فيسكونتي، وبالتالي هو حفيد شارل الخامس ملك فرنسا من خلال أبيه، بعد اغتيال والده في 1409 كان البالغ من الرابعة عشر عاماً؛ فالرغم من الصلح بينه وبين قائد فصيل بورغندي جان الشجاع (قاتل والده) إلا أنه واصل قيادة المعارضة ضده تحت تأثير حماه برنارد السابع، كونت أرمانياك وبذلك سمي هذا الفصيل بـ «أرمانياك».
بعد تجدد الحرب مع مملكة إنجلترا كان شارل واحد من النبلاء الفرنسيين الذين شاركوا بمعركة أجينكور في 25 أكتوبر 1415، بعد المعركة تم أسره إلى إنجلترا بجانب العديد من النبلاء؛ بحيث قضى أربعة والعشرين عاماً في الأسر، خلال أسره استطاع إنتاج العديد من الأشعار والتي كُتبت باللغتين الإنجليزية والفرنسية.
أخيراً تم اطلاق سراحه في 1440 بفضل جهوده أعدائه السابقين فيليب الطيب، دوق بورغندي وزوجته إيزابيلا من البرتغال بشرط عدم التفكير في الانتقام من مقتل والده (أيضا جان اغتيل في 1419)، وافق شارل على هذا الشرط، واستطاع العودة إلى فرنسا، زوجته الثانية توفيت قبل عودته من الأسر؛ دون انجاب له الأبناء؛ بذلك اتخذت الزوجة الثالثة ماري من كليفز هي حفيدة جان عدوه السابق؛ كانت العروسة في الرابعة العشر من العمر في الحين العريس كان في السادسة والأربعون عاماً، وهما والدا لويس الثاني عشر ملك فرنسا بعد انقراض خط فالوا الأكبر.
وأيضا قام بمحاولة ضعيفة بضغط على ادعاءاته في إستي.

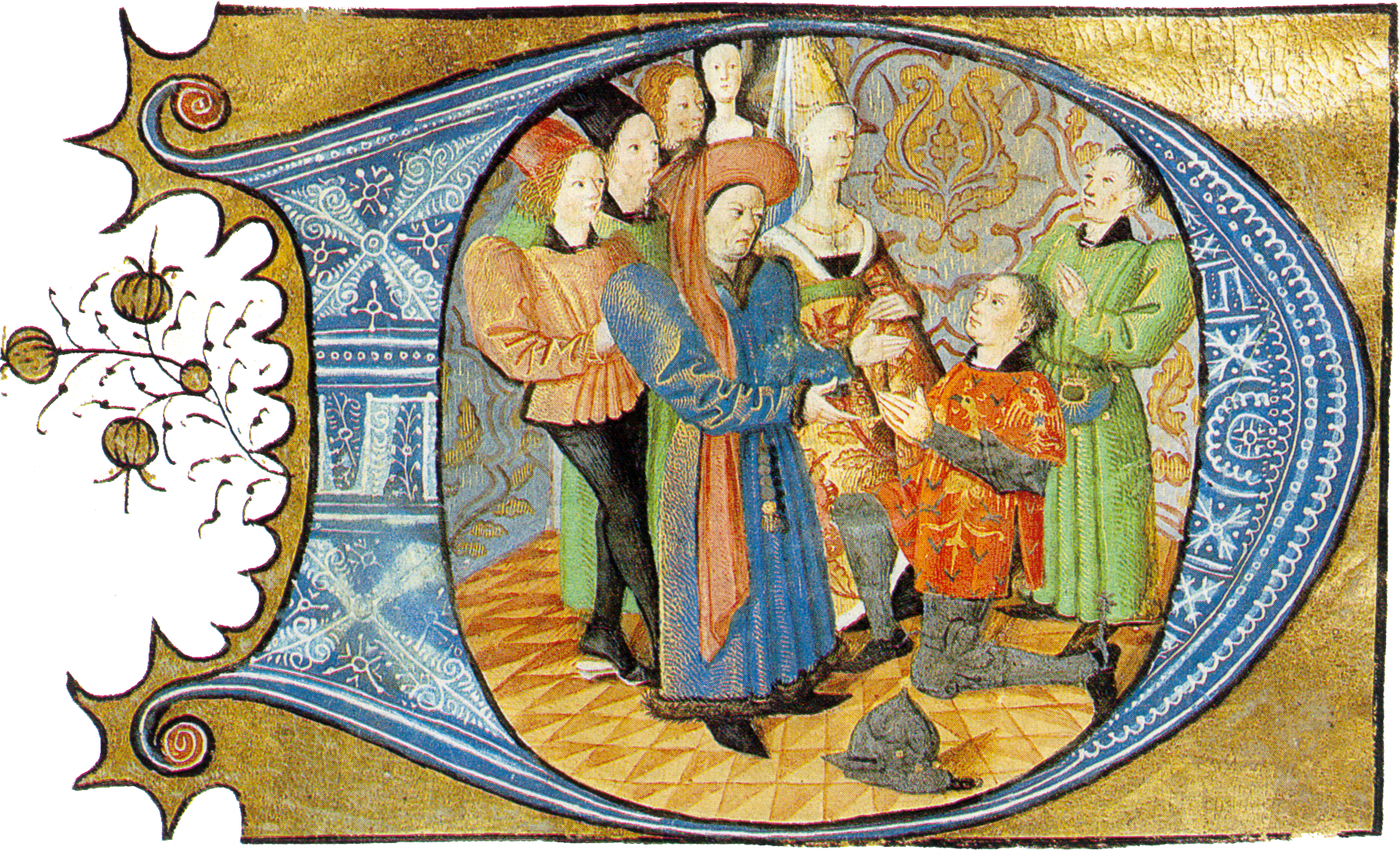
شارل دوق أورليان واقفًا يرتدي ثوباً أزرقاً وغطاء رأس أحمر، يتلقى الإتاوة الضريبية من تابعه أنطوان دي بومون Antoine de Beaumont. لوحة من القرن الخامس عشر، باريس، الأرشيف الوطني الفرنسي.

## روابط خارجية
- شارل دوق أورليانز على موقع الموسوعة البريطانية (الإنجليزية)
- شارل دوق أورليانز على موقع ميوزك برينز (الإنجليزية)
- شارل دوق أورليانز على موقع إن إن دي بي (الإنجليزية)
- شارل دوق أورليانز على موقع ديسكوغز (الإنجليزية)